# Molecular Vision
Molecular Vision (skrót: Mol Vis) – amerykańskie czasopismo okulistyczne wydawane od 1995 roku. Ukazuje się elektronicznie w otwartym dostępie.
Czasopismo jest recenzowane i publikuje prace oryginalne dotyczące biologii molekularnej, biologii komórki oraz genetyki drogi wzrokowej. W skład rady redakcyjnej (ang. editorial board) czasopisma wchodzą głównie naukowcy z różnych ośrodków akademickich w USA. Pismo ma współczynnik wpływu impact factor (IF) wynoszący 2,219 (2017). W międzynarodowym rankingu SCImago Journal Rank (SJR) mierzącym wpływ i znaczenie poszczególnych czasopism naukowych „Molecular Vision" zostało w 2017 sklasyfikowane na 30. miejscu wśród czasopism okulistycznych.
W polskich wykazach czasopism punktowanych przez Ministerstwo Nauki i Szkolnictwa Wyższego czasopismo otrzymało kolejno: 25 pkt (lata 2013-2016) oraz 70 pkt (2019).
Publikacje ukazujące się w tym czasopiśmie są indeksowane m.in. w Current Contents/Life Sciences, Science Citation Index Expanded, Biological Abstracts (BIOSIS), Chemical Abstracts (CAS) oraz w Medline. Tytuł jest wspierany przez Emory Eye Center, Zhongshan Ophthalmic Center, Georgia Knights Templar Educational Foundation oraz Uniwersytet Emory’ego.